# ルイ18世 (フランス王)
ルイ18世（フランス語: Louis XVIII、1755年11月17日 - 1824年9月16日）は、復古王政期のブルボン朝のフランス国王（在位: 1814年4月6日 - 1815年3月20日、1815年7月8日 - 1824年9月16日）。ナバラ国王としてはルイス7世（バスク語: Luis VII.a）。

## 生涯

### 出生からフランス革命の勃発まで（1755年‐1791年）
ルイ・スタニスラス・グザヴィエはルイ15世の王太子ルイ・フェルディナンとマリー＝ジョゼフ・ド・サクスとの間に4男として1755年11月17日にヴェルサイユ宮殿にて生誕した。生誕と共にプロヴァンス伯爵の称号を授けられた。兄にルイ16世、弟にアルトワ伯（後のシャルル10世）らがいる。信仰心の篤いヴォーギュイヨン公爵が彼の教育係となったが、彼自身はヴォルテールや百科事典編集者による書物を愛好した。
1771年5月14日、彼はマリー・ジョゼフィーヌ・ド・サヴォワと結婚したが（2年後アルトワ伯がマリー・ジョゼフィーヌの妹マリー・テレーズと結婚、4年後妹クロティルドがマリー・ジョゼフィーヌの兄カルロ・エマヌエーレ4世と結婚）、両者の間に子は生まれなかった。彼の宮廷における立場は窮屈であった。上昇志向に溢れ、かつ兄のルイ16世よりも能力があると自負していたが、彼の権限の範囲は制限されていた。よって彼はエネルギーの大部分を嫌っている兄嫁マリー・アントワネットに対する策謀に傾けた。ルイ16世が後嗣に恵まれなかった時期、プロヴァンス伯は王位継承者として人気を集め、政治にも積極的に関わった。しかし1781年に王太子が生まれたことで彼の野心は挫かれた。彼は高等法院の再興に反対し、多くの政治的パンフレットを著した。また名士会が召集された際には、他の王族たちと共に「賢人委員会」と名付けられた部局を統括し、さらに第三身分の二重代表権を弁護した。同時期に彼は文学に親しみ、リュクサンブール宮殿や居城のブリュノワ城にて詩人や作家と交遊し、彼の愛妾であるバルビ伯爵夫人のサロンでは詩作と警句が機知に富んでいるとの称賛を得ている。バルビ伯爵夫人は1793年まで彼に相当な影響力を及ぼしたと言われる。

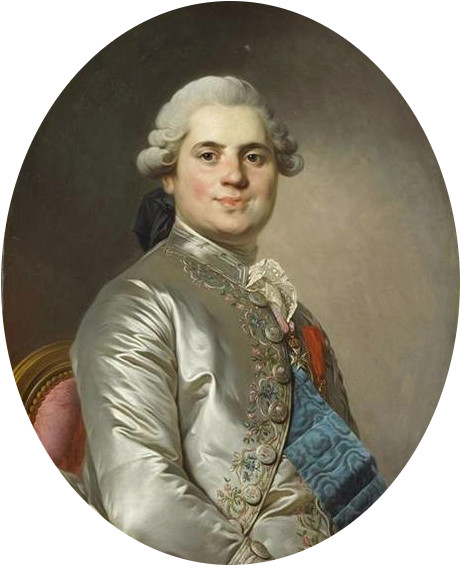
若い頃のルイ18世（プロヴァンス伯）

バスティーユ牢獄の陥落後、プロヴァンス伯は亡命を選ばずパリに残った。一時期ミラボーは彼を新たな立憲政府の首相に据えようと考えたが、彼の腰が引けていたため失望する。1789年12月に起きたファヴラ事件は彼に反対する激しい世論を引き起こす。多くの人々は、プロヴァンス伯がトマ・ド・マイ・ド・ファヴラ侯爵と陰謀を企みつつも、彼を見捨てたと信じていた。1791年6月、国王一家がヴァレンヌへ逃亡した時、彼もアヴァレ伯爵と共に別路を通って逃亡した。アヴァレ伯爵はバルビ夫人に替わって亡命時代のプロヴァンス伯に政治的な影響を与える人物となる。その後無事ブリュッセルに到着し弟のアルトワ伯と合流すると、亡命貴族の拠点があるコブレンツへ移った。

### 亡命生活（1791年‐1814年）
コブレンツの王室所領に居を構えると、彼は反革命運動の旗手として、大使を任命し、欧州諸国の君主たち、その中でもとりわけロシアのエカチェリーナ2世に向けて、熱心に援助の要請を行った。フランスの内情から切り離され、更にはアルトワ伯やカロンヌらに率いられた激烈な反革命主義者に囲まれた彼は、全くもって身勝手な政策を推し進める。オーストリアとプロイセンに働きかけピルニッツ宣言を出させたが、それは革命派をより過激にさせた。ヴァルミーの戦いの後、彼はヴェストファーレンのハムに引退し、そこにてルイ16世の刑死を知ると、自らを摂政であると宣言した。その後、南部フランスの王党派を駆り立てる目的でヴェローナに移り住み、ルイ17世死去にあたってルイ18世と称した。この時期、彼とバルビ夫人との関係は終わりを告げ、アヴァレ伯爵の影響力は頂点に達する。この時以降、彼は果てることのない放浪と駆け引きと謀議の日々を送るようになる。

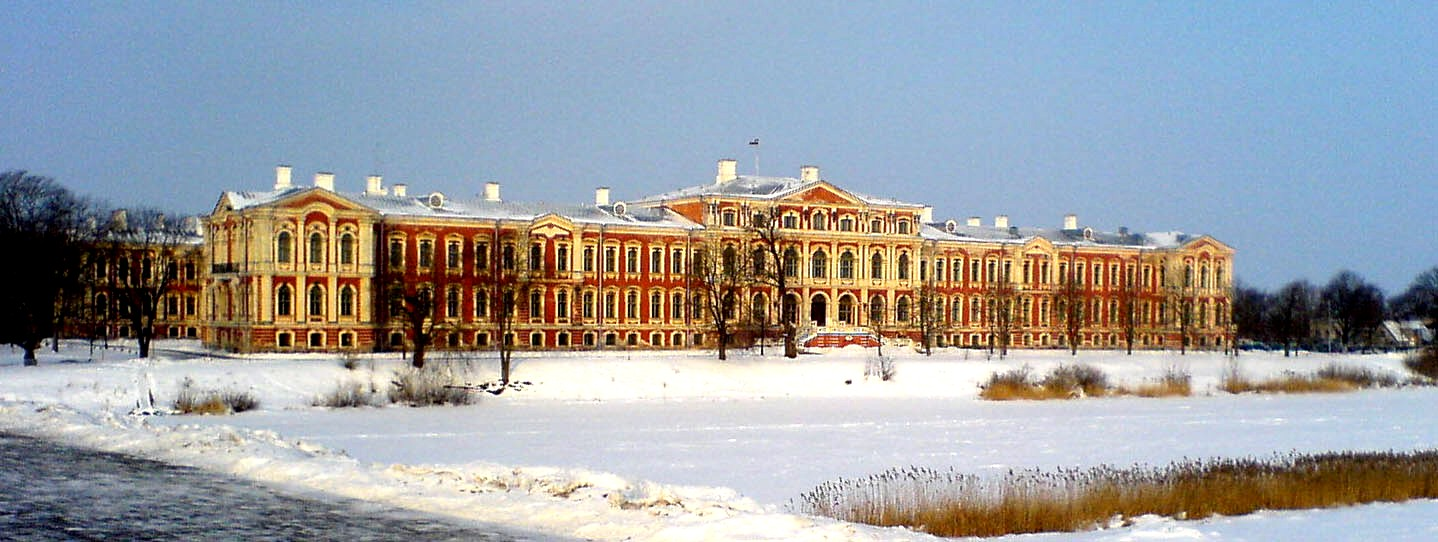
ルイ18世が暮らしたイェルガヴァ宮殿

1796年4月、プロヴァンス伯はドイツとの国境付近で展開するコンデ軍と合流したが、すぐにその国を去るよう求められる。その後1797年までブラウンシュヴァイク公の庇護の下ブランケンベルグにて過ごしたが、それ以上避難先として滞在できなくなり、ロシアのパーヴェル1世の許可を得てクールラントのイェルガヴァ（ミタウ）に移り、1801年までその地に住んだ。彼はずっとフランス内の王党派と連絡を取っていたが、イギリスに居るアルトワ伯による相反する策動には悩まされ、腐敗し不実な工作員たちのなすがままになっていた。イェルガヴァにて、彼はルイ16世の娘のマリー・テレーズとアルトワ伯の息子のアングレーム公の結婚という積年の夢を実現させた。1799年、彼はイェルガヴァよりボナパルト宛に手紙を送り、ジョージ・マンク（イギリスの王政復古の立役者）の役割を務めるよう要請したが、却下された。その一方でルイ18世もボナパルトからの年金の受理を拒み、さらに1803年に彼の財産が底をついても、ボナパルトの求めに応じて退位するのを拒否した。

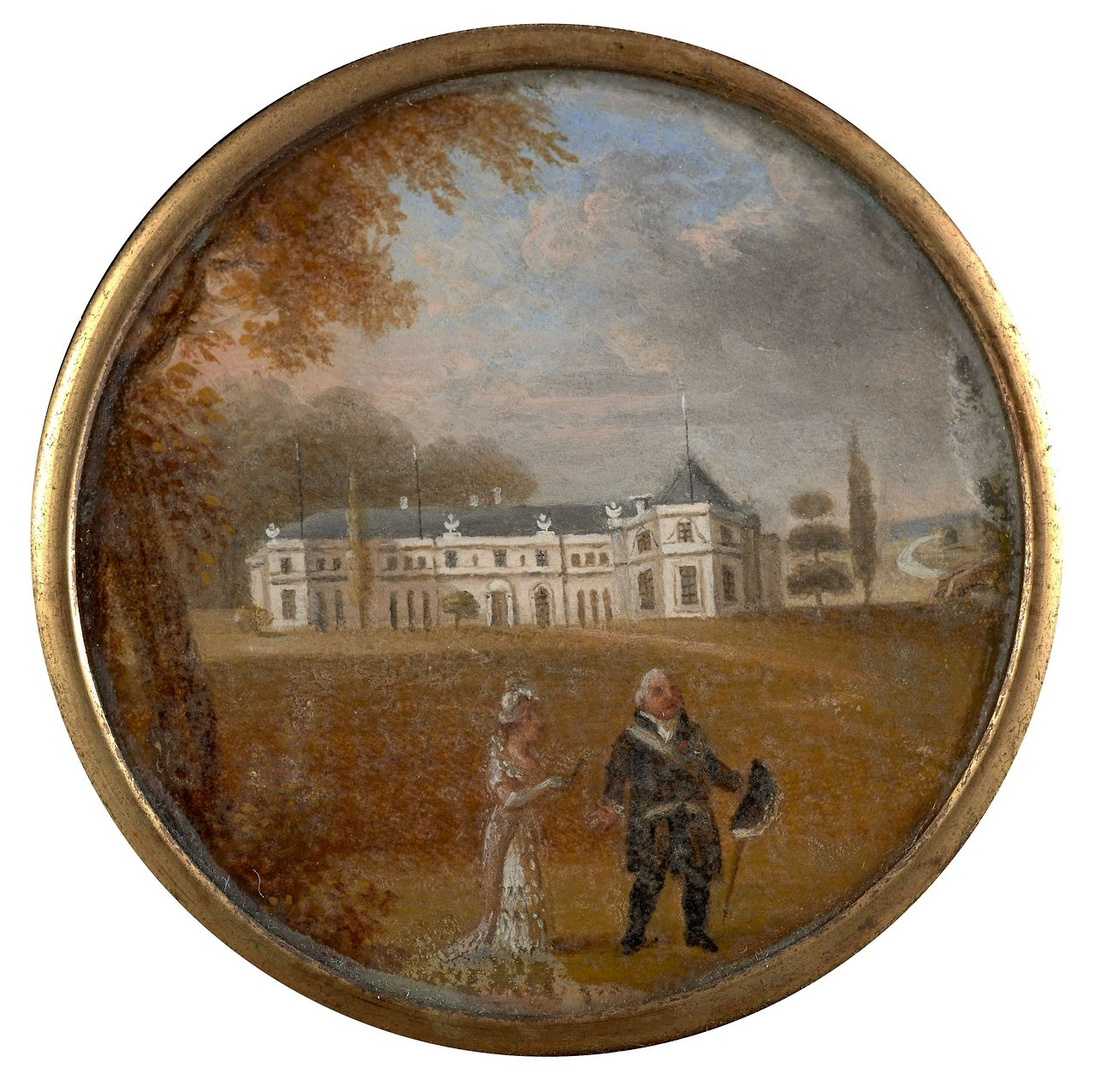
ハートウェルでのルイ18世とアングレーム公妃

移り気なパーヴェル1世によってイェルガヴァを突如追い出されたため、ルイ18世は極寒の中旅をし、プロイセン国王の許可を得てワルシャワに移ると3年間をその街で過ごした。彼は引き続きフランスに再び王政を呼び戻そうとしており、1799年の終わりにロワイエ＝コラール、モンテスキュー、クレルモン＝ガルランドらによって設立された「王室顧問委員会」をパリに置いていたが、その活動はライバルのアルトワ伯の機関によって頻繁に妨げられた。しかし1800年以降、カドゥーダル、ピシュグリュ、モローら王党派による陰謀の失敗と、それに続くアンギャン公の処刑ならびにナポレオン帝政の幕開けによって、王政復古は絶望的になる。1804年、ルイ18世はスウェーデンのカルマルにてアルトワ伯と再会すると、ナポレオンの帝政に反対する声明を発したが、プロイセン国王よりポーランドに戻ってはならぬとの警告を受けたことで、ロシアのアレクサンドル1世の許可を得て、再びイェルガヴァに退いた。しかしながら、1807年のティルジットの和約で仏露が同盟関係になると、彼はまたもイェルガヴァを追い出されたため、イギリスの王太子ジョージの庇護を受け、当初はエセックスのゴスフィールドに、次いでバッキンガムシャーのハートウェルに身を落ち着かせた。1810年、妃のマリーが死去し、翌年にはアヴァレもこの世を去り、寵臣の地位はブラカ伯爵が引き継いだ。
1813年のドイツ戦役でナポレオンが敗北すると、王党派は再び活気付いた。そしてルイ18世は新たに声明文を発し、その中で革命の成果を肯定すると約束した。ルイ18世はスウェーデン王太子のベルナドットが協力してくれるだろうと期待して交渉を持ったが、王太子は実際のところ独自の意思に基づいて行動していた。

### ブルボン復古王政（1814年‐1824年）

復古王政期のフランス国旗（白旗）

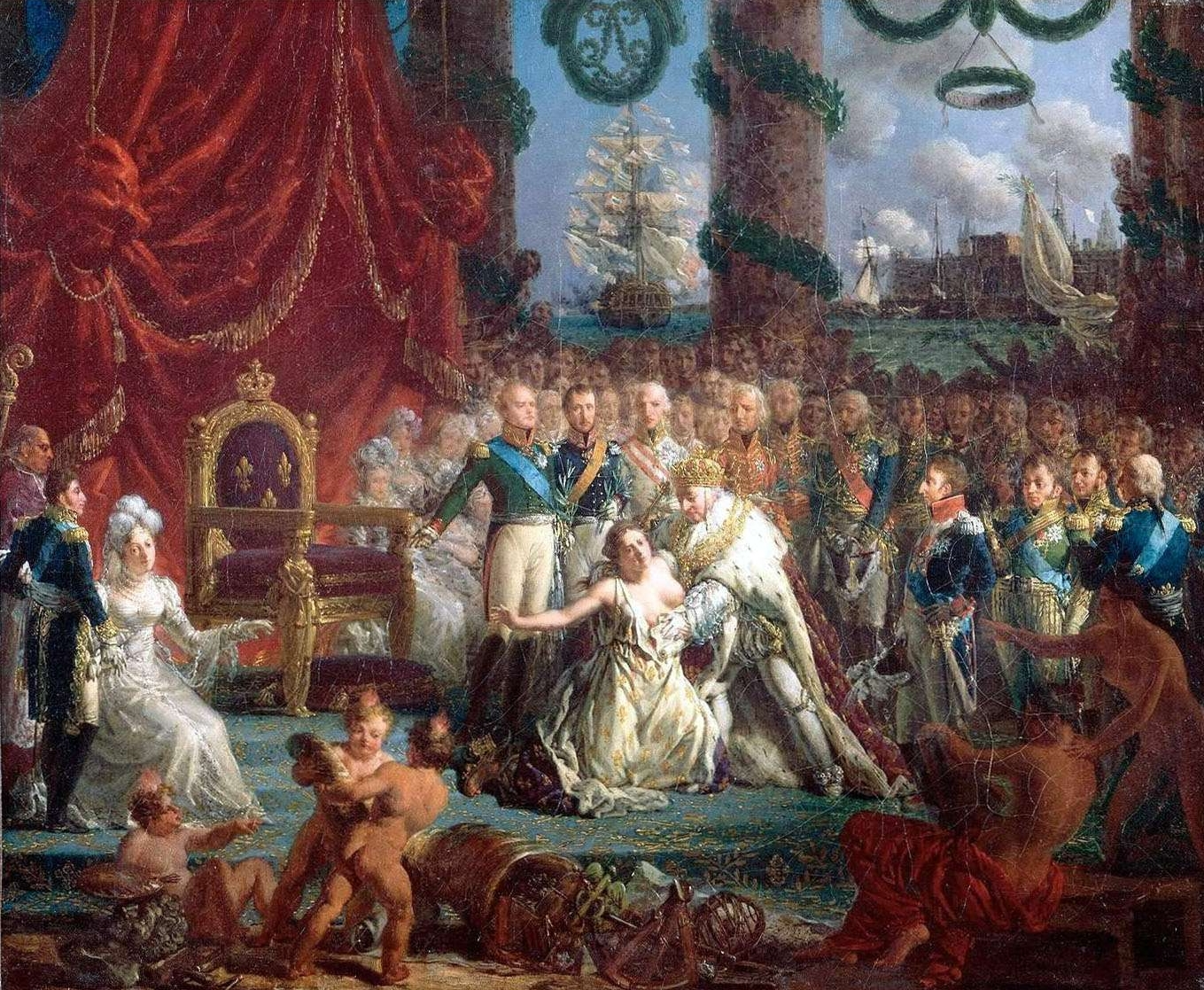
復古王政の寓意画

1814年3月、連合国軍はパリ入城を果たす。そしてタレーランの働きによってブルボンの復権が決定されると、ルイ18世は立憲君主制を約束するサン＝トゥアン宣言を発した後、４月2日にパリに入城した。彼は立憲君主制、二院制議会、信教の自由、そして全ての人民の憲法で規定される権利を公的に保証した。そして6月4日、1814年憲章が公布される。この時すでに彼は58歳になっており、苦境によって疲弊し、痛風と肥満に見舞われていた。思考は明敏で、博覧強記で知られ、優れた外交術の持ち主だったが、感受性が強く、情緒的な性質をしていたため、彼は周囲や家族から容易に影響された。アルトワ伯とアングレーム公妃を筆頭とする亡命貴族内部の反動派および聖職者たちに譲歩して見せたことは、彼の立憲政治に向ける忠誠心について疑いを持たせた。また王室軍（メゾン・ミリテール・デュ・ロワ）の再導入は軍隊の離反の要因となる。さらに寵臣のブラカが国王に常に近侍していたことは、閣僚たちの協働を困難にした。1815年、ナポレオンがエルバ島を脱出し、フランスに上陸すると、ミシェル・ネイ元帥を差し向けたが、彼が3月17日に軍隊共々ナポレオンに寝返ると、国王は国外へ逃亡した。ナポレオンの百日天下の間、国王はヘントに避難した。

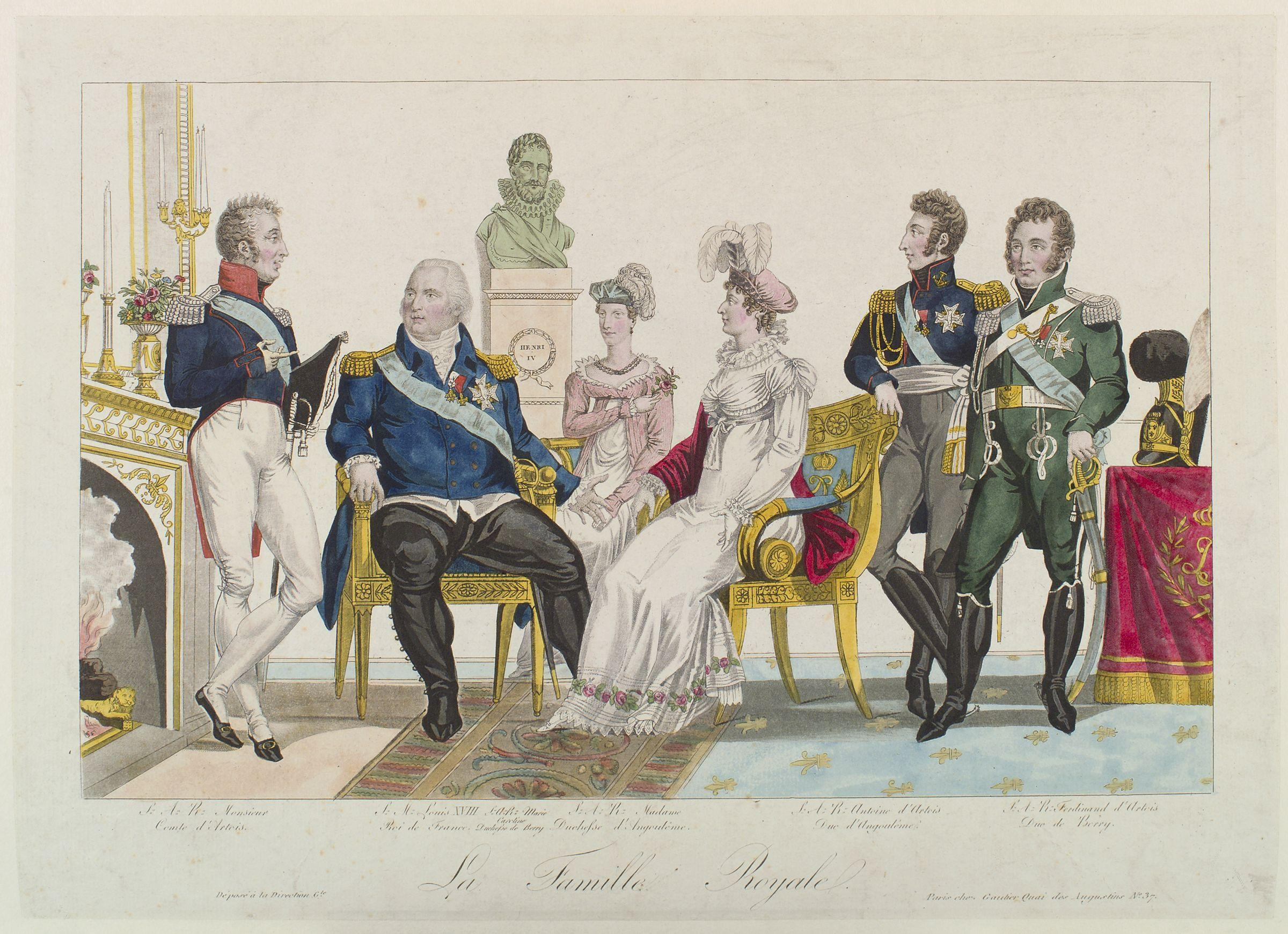
王室の顔ぶれ（左から二人目がルイ18世）

ワーテルローの戦いの後、2度目の復古王政の条件のひとつにブラカの追放が提示されている。7月8日、「連合国軍の荷車に乗って」ルイ18世はパリに2度目の帰還を果たすが、それでも戦争に倦み疲れ、立憲政治を希求する民衆から熱狂的な出迎えを受けた。当初国王は不信感を抱きつつもタレーランとフーシェを閣僚入りさせていたが、1815年の選挙で超王党派（ユルトラ）が大勝し、彼が名付けるところの「またと見出し難い議会」が成立すると、両者を合わせて政権から放り出した。同時期、国王はフーシェの下で警視総監を、王政復古後には警察長官を務めていた平民生まれのドゥカズ伯爵（後に公爵）を見出すと、新たな寵臣として全幅の信頼を置いた。またドゥカズと共にルイ18世に重用されて信任を得た人物としては、リシュリュー公爵がいる。名門貴族として、ルイ16世の内廷侍従長を務め、亡命生活を送る間にロシアで多様な軍歴と行政職を経験したリシュリューは、革命の遺産を一切否定する亡命貴族の主流とは異なり、柔軟な立場を取っていた。リシュリュー及びドゥカズら穏健派をメンバーに持つ、確固たる内閣に国王は誠意を持って対応し、王族による攻撃からあらゆる努力を払って閣僚達を守った。1816年9月、ユルトラが多数を占める「またと見出し難い議会」との対立に危機を感じた国王は、議会の解散を行う。ユルトラらはかつての寵臣ブラカのパリ帰還を黙認することで国王に対する優位性を取り戻そうとしたが、失敗に終わった。
辛うじて再び復活した王政の存在を永久的に安定させるために、ルイ18世は革命派と反革命派の間隙を調和させることに力点を置いた。これにより憲章を固守し、ランスで挙行された王室の伝統的な戴冠式さえも放棄しており、宮廷はヴェルサイユに帰還せず、ナポレオンが公邸として使ったテュイルリー宮殿に入居し王宮とした。またフランス最初の近代的な内閣制の運営が始まった。毎週2回にわたり閣僚評議会がテュイルリー宮殿で開かれ、国王は首相や大臣を接見したり、彼らと一緒に執務しながら政府に対する影響力を維持しようとした。しかし既に高齢で健康もよくなかったルイ18世は、各官庁の通常の業務全般を統制する能力も、意志もなかった。国王はただし最も重要な決定と派閥間の調整に関してのみ実権を行使することができた。一方、百日天下期にナポレオンに取り入って付和雷同した人士らを反逆罪で処罰する趣旨の布告文が公布され、ネイ元帥などの高級将校が銃殺された。このような措置でも「白色テロ」を重ねるユルトラを満足させるには力不足だった。白色テロの用語はフランス王国の白旗から由来したもので、三色旗は復古王政下で禁止されたが、七月王政期に復活した。1815年10月、裁判の評決なしに1年間の投獄を合法化する法案が成立した。1817年まで革命派、ボナパルト派、またはその同調者として知られる6千人が同法案に基づいて強制拘禁された。全体公務員の四分の一が白色テロの影響を受けており、特に南フランスでは王党派の組織員がナポレオンの追従者をリンチするために家屋や商店を略奪したり、監獄施設に乱入するなど、内戦に近い様相が展開された。ルイ18世は白色テロの過激化に感心しない視線を向けたが、占領軍との交渉が急を要する課題であるとの認識が優先された上、ユルトラの圧力もあって白色テロへの対処に事実上傍観する態度で一貫した。

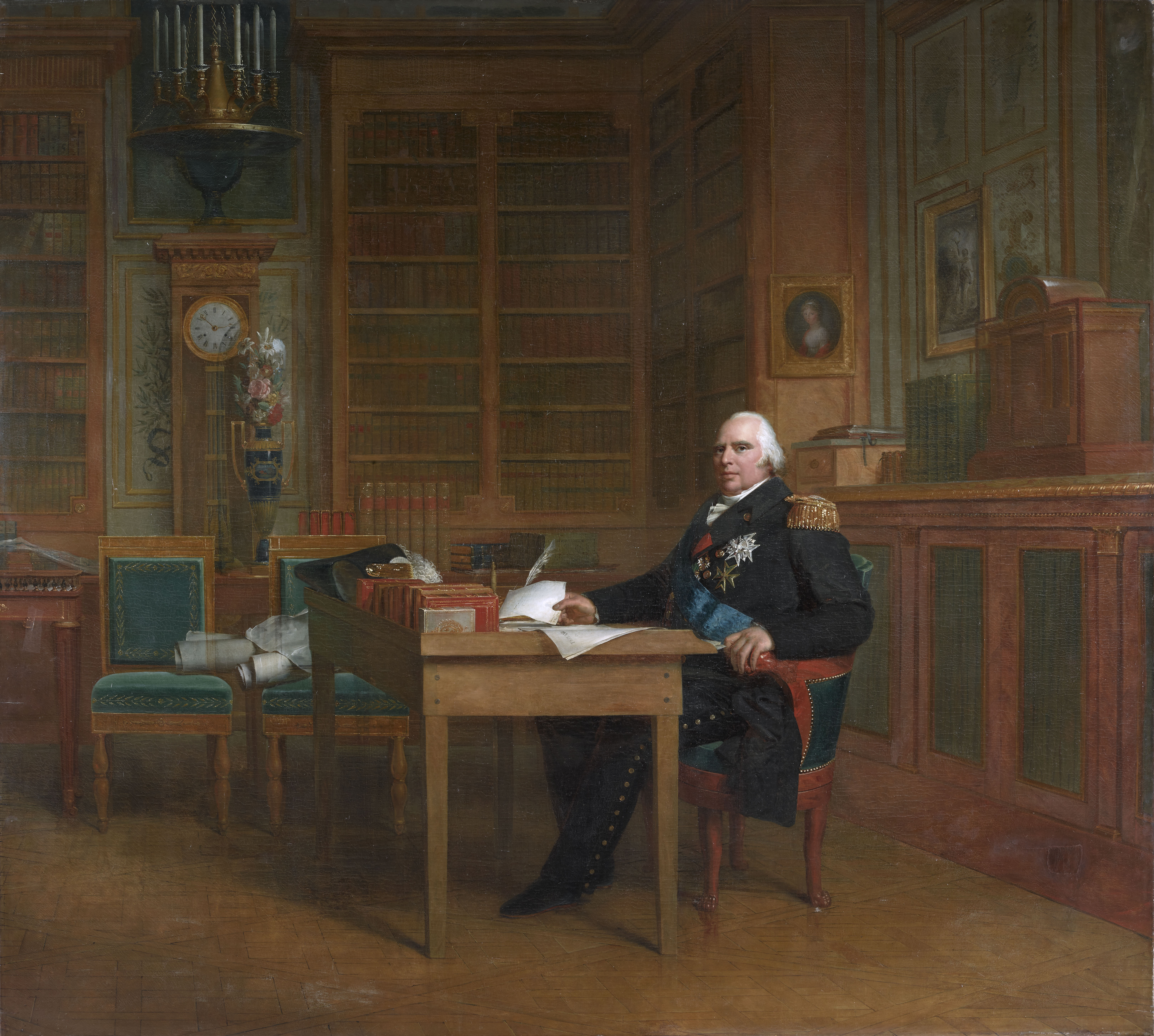
テュイルリー宮殿の書斎で執務中のルイ18世（フランソワ・ジェラール画）

ルイ18世の政策は白色テロこそあったものの、総じて慎重さと常識に基づいていたと評される。その統治の間、フランスにて革命後初めてとなる議会制政治の成立を見た。国王に執行権と法案提出権が付与される一方、議会は法案の議決と予算を承認する機能を有した。1814年憲章はポルトガルからオスマン帝国に至る各国の憲法制定のモデルとして、ナポレオンの共和暦12年憲法及び付加法よりも大きな影響を与えたとも評される。1818年3月には年間4万人の徴兵に基づいて6年の軍服務を規定した「サン=シール法」成立され、ナポレオン戦争の終戦により瓦解されたフランス軍の再建に着手した。これは復古王政期の再軍備計画において基盤となった。ルイ18世の政治的姿勢は、主体的というより受動的であり、一貫して当時の内閣に可能な限り協力的であった。ドゥカズが政権を握っている間、国王の政策は大部分において彼に倣っており、どちらかと言えば穏健派であったが、1820年にベリー公が暗殺されると、国王はドゥカズによる政権運営はもはや困難であると判断して、惜しみつつも彼の退陣を黙認し、新たに首相となったリシュリューへ支援の手を向けた。国王の体力の衰えと共に、ユルトラの策謀に対抗する彼の力も弱まっていった。検閲法の強化（1820年3月）、ベリー公の忘れ形見アンリの生誕（1820年9月）に導かれた国王は完全にユルトラの意のままとなる。同年6月には最富裕層に二重投票権が付与され、代議士の定員を増やす選挙法が批准されながらユルトラの立場が強まった。1821年12月、ユルトラの座長であるヴィレール伯爵による新内閣が成立し、アルトワ伯が政権と密接した関係を結ぶと、次第に政治は国王の手から離れていった。
外政においては、リシュリューの主導のもと所期の成果があった。百日天下の後、フランスの外交的地位は困難な状況に直面していた。ナポレオンがエルバ島を脱出する前に締結された第一次パリ条約は、フランスの国境線を1792年以前に戻し、賠償金を免除するという非常に寛大な内容だったが、百日天下を切っ掛けに連合国は、フランスに対し以前より過酷な処分を狙っていた。反面にフランスと直接国境を接していないロシアは相対的に余裕のある態度を持ち、この点に着眼したルイ18世はタレーランを更迭し、ロシア皇室にコネクションのあるリシュリューを首相兼外相に起用して連合国との交渉に臨むようにした。1815年11月20日に締結された第二次パリ条約により、フランスは国境線を1790年以前に戻し、7億フランの賠償金を支払うことに同意した。またナポレオン時代にヨーロッパ全域から略奪してきた美術品を返還し、最長5年にわたり連合軍の占領及び駐屯を容認するという条件も受け入れた。1818年9月、4大連合国はドイツのアーヘンで国際会議を招集し、ルイ18世の参加を招待した。高度肥満で馬車に乗ることさえ手に負えなかったルイ18世は参加を拒否し、代わりにリシュリューを派遣した。同年10月1日、連合国は満場一致で占領軍をフランスから撤収させることを決めて、フランスの負担賠償金も2億6500万フランに減額した。11月末までにすべての占領軍がフランスから撤収した。フランス王国にとって、これは主要強大国として国際舞台に復帰すると共に、ヨーロッパ協調体制への編入が実現したことを意味した。アーヘン会議でフランスは神聖同盟（五国同盟）に加入し、各国の君主らは革命が発生する場合に備えて相互軍事介入を約束した。 

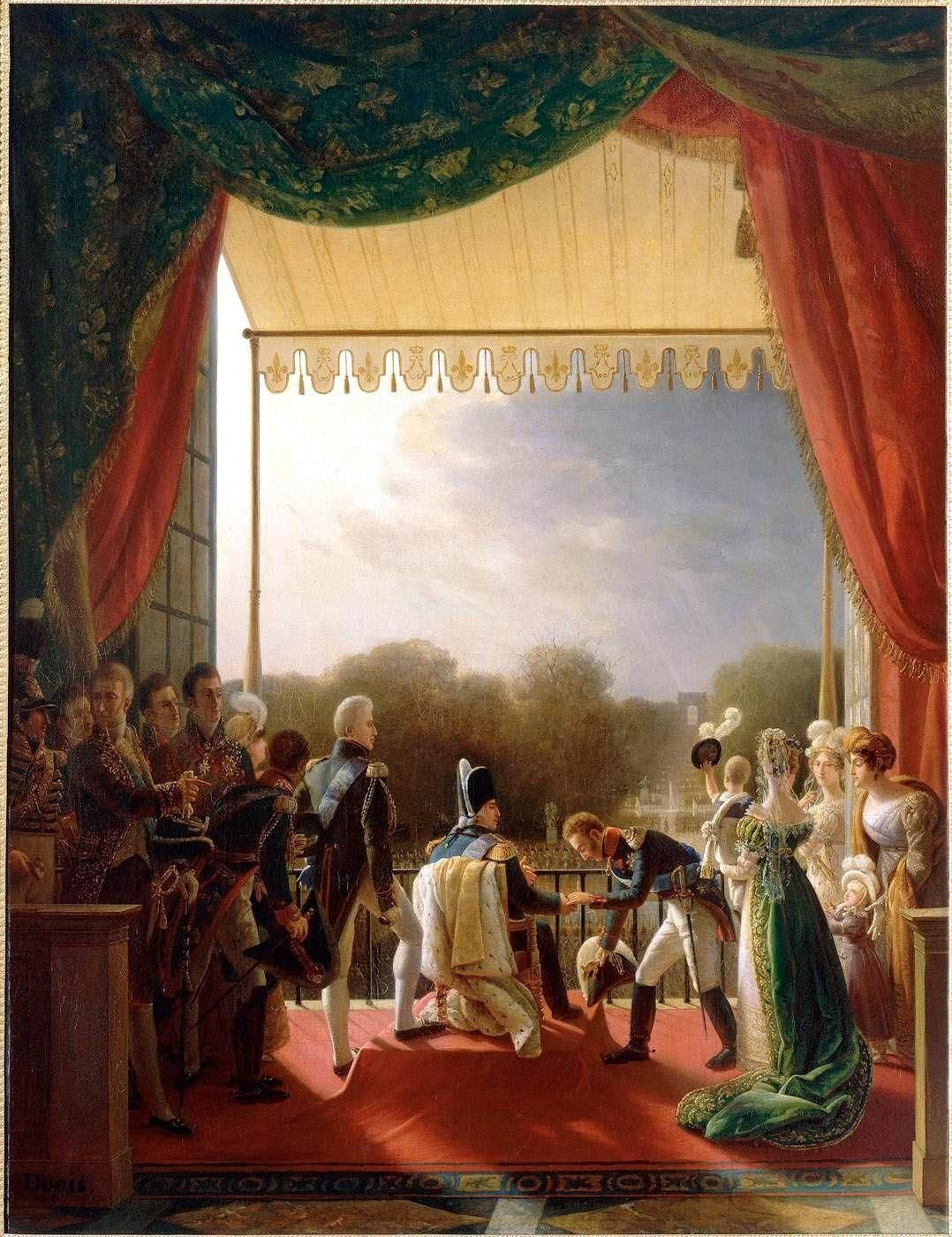
1823年12月2日、テュイルリー宮殿のバルコニーでスペイン遠征から凱旋したアングレーム公を労うルイ18世（ルイ・デュシー画）

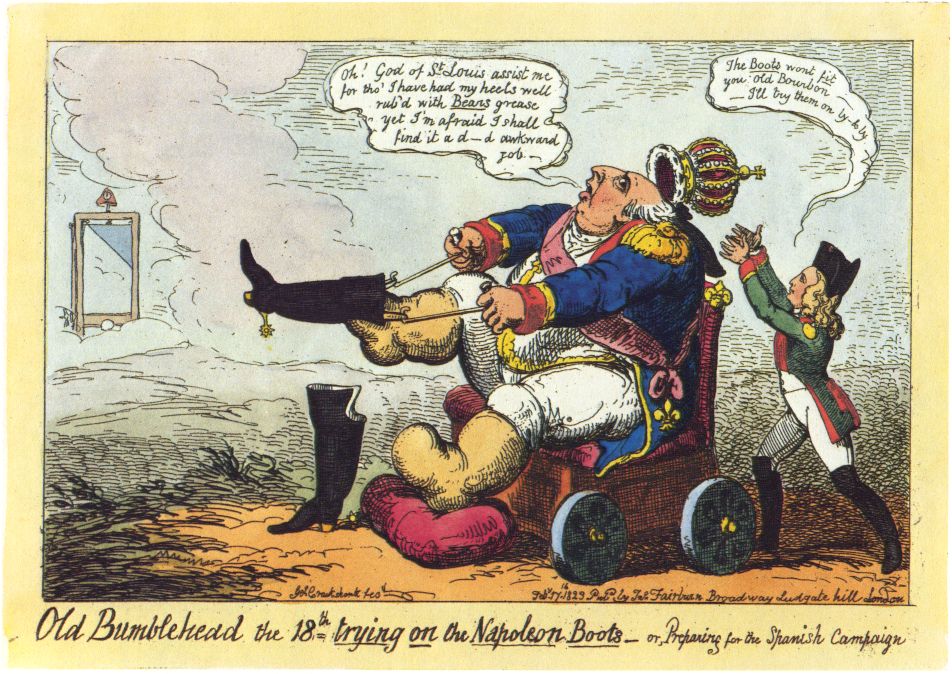
ルイ18世のスペイン遠征を揶揄する風刺画

同じ時期、隣国スペインでは1820年より権力を掌握した自由主義派が国王フェルナンド7世を圧迫して1812年のカディス憲法を復活させていたが、政局の跛行が深まると、国王は絶対主義への回帰を試みるようになった。1822年10月に召集されたヴェローナ会議では、イタリア、ギリシャ、スペイン問題が重点的に扱われ、この会議に参席した駐プロイセン大使のシャトーブリアンは、フェルナンド7世を復権させるためにスペインに干渉することをヴィレール首相に促した。同年12月、外相に就任したシャトーブリアンはフランスの軍事介入を保障する密約をフェルナンド7世と結び、アングレーム公爵率いる9万人の兵力をピレネー山脈の国境地帯に配置して侵攻に備えた。「聖ルイの10万の息子たち」と呼ばれたフランスの干渉軍は、1823年4月に国境を越えて侵攻を開始し、カタルーニャで自由主義派が組織したスペインの防衛軍を撃破した勢いに乗ってマドリードを占領した。フランスの支援に支えられたフェルナンド7世がカディス憲法を廃棄し、自由主義派政権のすべての政策を無効にする宣言を公布することで、スペインは絶対王政に復帰した。この時の干渉に動員されたフランス軍は、1828年までスペインに駐留した。
テュイルリー宮に定着した復古王政下のブルボン朝の宮廷は革命前の儀礼が復活したが、ヴェルサイユ時代と比べると、落ち着いてながらも素朴だった。その背景には、革命の波風により多くの王族と宮廷貴族が亡くなったり、散らばってから久しく、ルイ18世の健康を考慮して王室の次元で自粛する気流が強かった点、そして残りの王族たちの性格も非社交的だった事情があった。さらに王室に割り当てられる維持費が制約され、任意的な浪費が難しくなったのも作用した。若い頃からルイ18世は糖尿病を患い、中年以降は肥満、痛風、壊疽などの疾患が重なって苦しんだ。次第に低下する体力に過度な食欲が加わり、高度肥満がひどくなって脇杖と車椅子に頼らなければ、自ら歩行することさえ困難になった。彼の体格はしばしば批評者の風刺の対象となった。それでもルイ18世は、臨終を迎えながらも起立姿勢を維持したローマ帝国の皇帝ヴェスパシアヌスのエピソードを見習って、国王としての品位と平静を失わないように努力した。しかし崩御の4日前に痛みがひどくなり、侍医により寝床に移されている。1824年9月16日午前4時、ルイ18世はテュイルリー宮にて王族や大臣たちが見守る中に崩御した。身体的には疲弊していたが、最後まで明敏な洞察力と懐疑主義的な思考力を保ち続けていたという。子供がいなかったため、弟のアルトワ伯がシャルル10世として王位を引き継いだ。

## 人物
- ルイ18世以降のシャルル10世、ルイ＝フィリップ1世、ナポレオン3世がいずれも革命や敗戦により失脚したため、ルイ18世は王座を守ったまま、在位中に死亡した最後のフランス君主となった。
- 晩年のルイ18世は毎週水曜日ごとにデュ・ケーラ伯爵夫人（本名はゾエ・タロン）の訪問を受け、彼女と一緒にいる間は誰の妨害も許さなかった。事実上の公妾となったゾエは老王の心配を取り除き、宮廷の厳格な礼法が支配する日常では感じられなかった安らかな雰囲気を作り、寵愛を受けたという。ルイ18世がゾエの胸に顔を当てて鼻をすすったという噂が出回り、彼女には「嗅ぎタバコ入れ」という別称が付けられた[7]。
- ナポレオンはルイ18世を「ルイ16世から実直さを引き、機知を足したもの」と評したと伝えられる[3]。